# David Dinsmore
David Dinsmore (New Albany, 25 maggio 1997) è un tuffatore statunitense.

## Biografia
Ai campionati mondiali di nuoto di Budapest 2017, gareggiando al fianco di Krysta Palmer, ha vinto la medaglia di bronzo nella gara a squadre mista con il punteggio di 395,90. Le atlete statunitensi sono state battute dal duo francese Laura Marino e Matthieu Rosset, oro con 406,40 punti, e da quello messicano Viviana del Angel e Rommel Pacheco, argento con 402,35 punti.

## Palmarès
- Mondiali

Budapest 2017: bronzo nella gara a squadre.
- Coppa del Mondo di tuffi

Rio de Janeiro 2016: bronzo nella piattaforma 10 m
- Universiade

Taipei 2017: argento nella piattaforma 10 m;